# Synagoga v Bezdružicích
Synagoga v Bezdružicích stávala východně od centra Bezdružic vedle domu č.p. 117 v dnešní Plzeňské ulici. Je nemovitou kulturní památkou.
Pochází snad z roku 1812, ale existují domněnky, že byla vystavěna dříve. Do té doby se využívala modlitebna v domě při jižní straně dnešní Švermovy ulice nacházející se přibližně na pozemku dnešního domu č.p. 78. 
Ze synagogy se dochovala klenba modlitebny a arkádová ženská galerie, zbourány byly předsíň s kiorem (rituálním umyvadlem) a pekárna macesů v západní části. K bohoslužbám se využívala do roku 1938, kdy by zničen interiér. Budova byla potom využívána jako sklad a je jím dodnes, kdy patří soukromé osobě (stavební parcela č.116/1).
Za městem se také nachází židovský hřbitov.